# زیلکس (لوئیزیانا)
زیلکس (به انگلیسی: Zylks) یک منطقهٔ مسکونی در ایالات متحده آمریکا است که در پریش کادو، لوئیزیانا واقع شده‌است. زیلکس ۶۴٫۰۱ متر بالاتر از سطح دریا واقع شده‌است.